# (541068) 2018 NP
(541068) 2018 NP es un asteroide perteneciente al cinturón de asteroides descubierto el 30 de marzo de 2010 por Wide-field Infrared Survey Explorer desde el telescopio espacial Wide-Field Infrared Survey Explorer (WISE), Estados Unidos.

## Designación y nombre
Designado provisionalmente como 2018 NP.

## Características orbitales
2018 NP está situado a una distancia media del Sol de 3,128 ua, pudiendo alejarse hasta 3,678 ua y acercarse hasta 2,579 ua. Su excentricidad es 0,175 y la inclinación orbital 28,66 grados. Emplea 2021,44 días en completar una órbita alrededor del Sol.

## Características físicas
La magnitud absoluta de 2018 NP es 14,7. Tiene 7,085 km de diámetro y su albedo se estima en 0,022. 